# بیشه‌بنه
بیشه بنه، روستایی است که توابع و مرکز بخش یانه سر شهرستان بهشهر در استان مازندران ایران.

## قومیت و زبان
مردم بیشه بنه از قومیت طبری هستند. مردم بیشه بنه به زبان طبری (مازندرانی) سخن می‌گویند.

## دین و مذهب
دین مردم روستای بیشه بنه اسلام ومذهب آنها شیعه است.

## موقعیت سیاسی
روستای بیشه بنه از نظر تقسیمات سیاسی در استان مازندران، شهرستان بهشهر، بخش یانه سر، دهستان عشرستاق واقع شده‌است. این روستا مرکز بخش یانه سر و مرکز دهستان عشرستاق می‌باشد و ۵۳ روستای اطراف در حوزه نفوذ بیشه بنه قرار دارند.

## موقعیت جغرافیایی
روستای بیشه بنه در ناحیه‌ی کوهستانی جنوب شهرستان در میان کوه‌های البرز واقع شده که فاصله‌ی آن تا شهر بهشهر حدود ۶۰ کیلومتر است. این روستا از سمت شمال به اراضی زراعی و در نهایت به فاصله‌ی ۳ کیلومتر با روستای کیاسر، جنوب و شرق به اراضی زراعی و جنگلی و مرتعی و از سمت غرب به اراضی زراعی و روستای گرنام محدود می‌گردد. روستا در نزدیکی مسیر ارتباطی گلوگاه – دامغان واقع گردیده و فاصله‌ی آن تا شهر گلوگاه حدود ۳۵ کیلومتر است.

## توپوگرافی روستا
روستای بیشه بنه در دامنه شمالی البرز در ناحیه کوهستانی جنگلی قرار گرفته‌است. روند عمومی ناهمواری محدوده شمال به جنوب است. بطور کلی محدوده کوهستانی که روستای بیشه بنه در آن واقع شده‌است. سطوح شیب آن بالاتر از ۱۵ درصد می‌باشد. شیب عمومی منطقه از شمال به جنوب است و در ضمن روستا حالت جنوبی – شمالی دارد روند غربی نیز دارد. از طرفی کوهستانی بودن منطقه محدودیت زمین را به وجود آورده و این امر باعث شده تا این روستا به عنوان یکی از روستاهای کوهستانی با بافت متمرکز مورد مطالعه قرار گیرد.

## جمعیت روستا
در آخرین سرشماری عمومی نفوس و مسکن سال ۱۳۸۵ روستا دارای ۷۶۰ نفر در قالب ۱۶۶ خانوار گزارش شده‌است که نرخ رشد آن در دهه(۸۵–۷۵)، ۱/۴ درصد بوده‌است. در این دهه مرکزیت بخش و وجود خدمات و امکانات در روستا، گرانی زمین در شهرها باعث افزایش جمعیت گردیده‌است. در سال ۱۳۸۸ جمعیت روستا به ۷۵۷ نفر در قالب ۱۶۷ خانوار گزارش شده‌است. (البته لازم است ذکر شود که این روستا در فصل بهار و تابستان بالغ بر ۲۵۰۰ نفر جمعیت مهاجر را در خود جای می‌دهد)